# Abbaye aux Dames

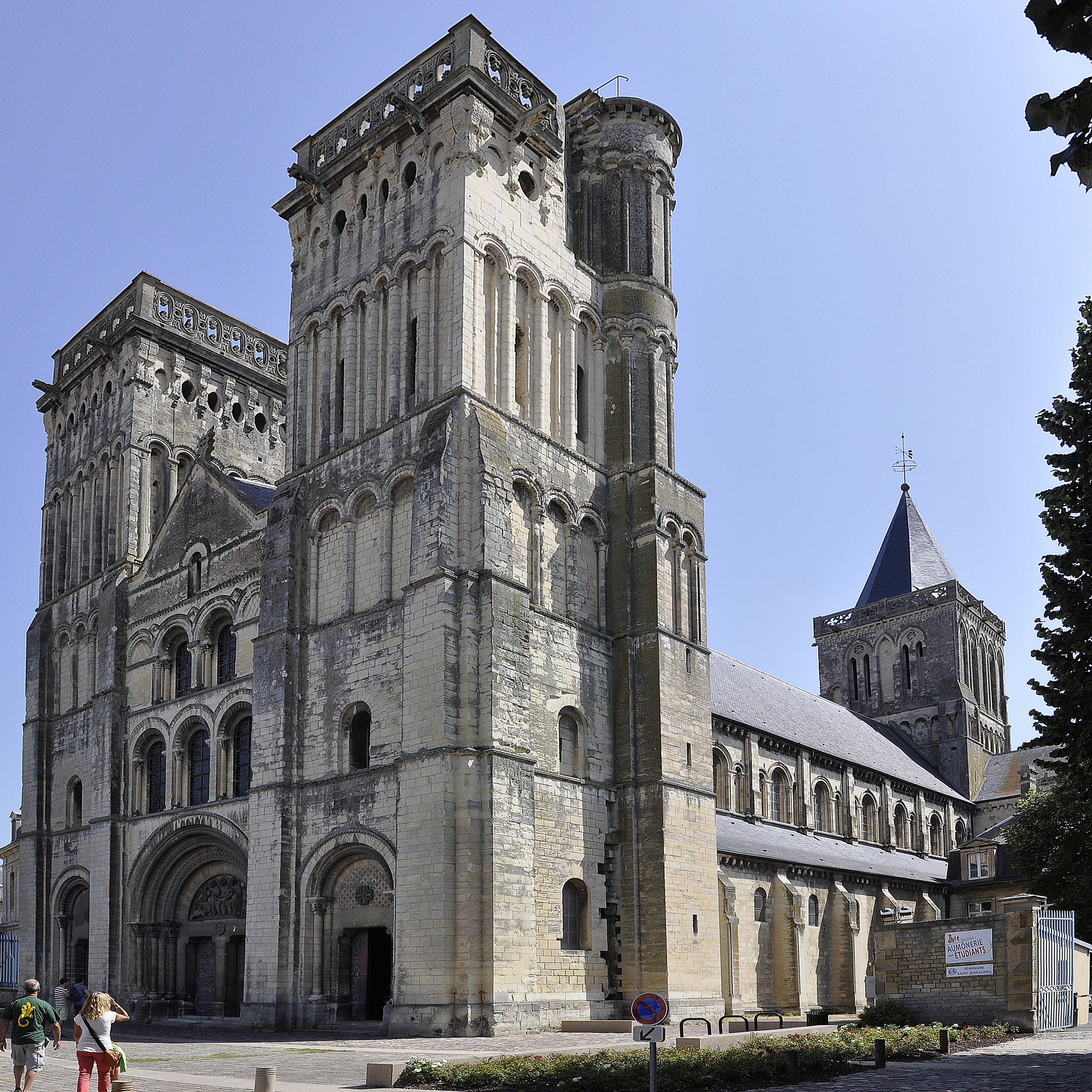
Façade van de abdijkerk, de Heilige-Drievuldigheidskerk

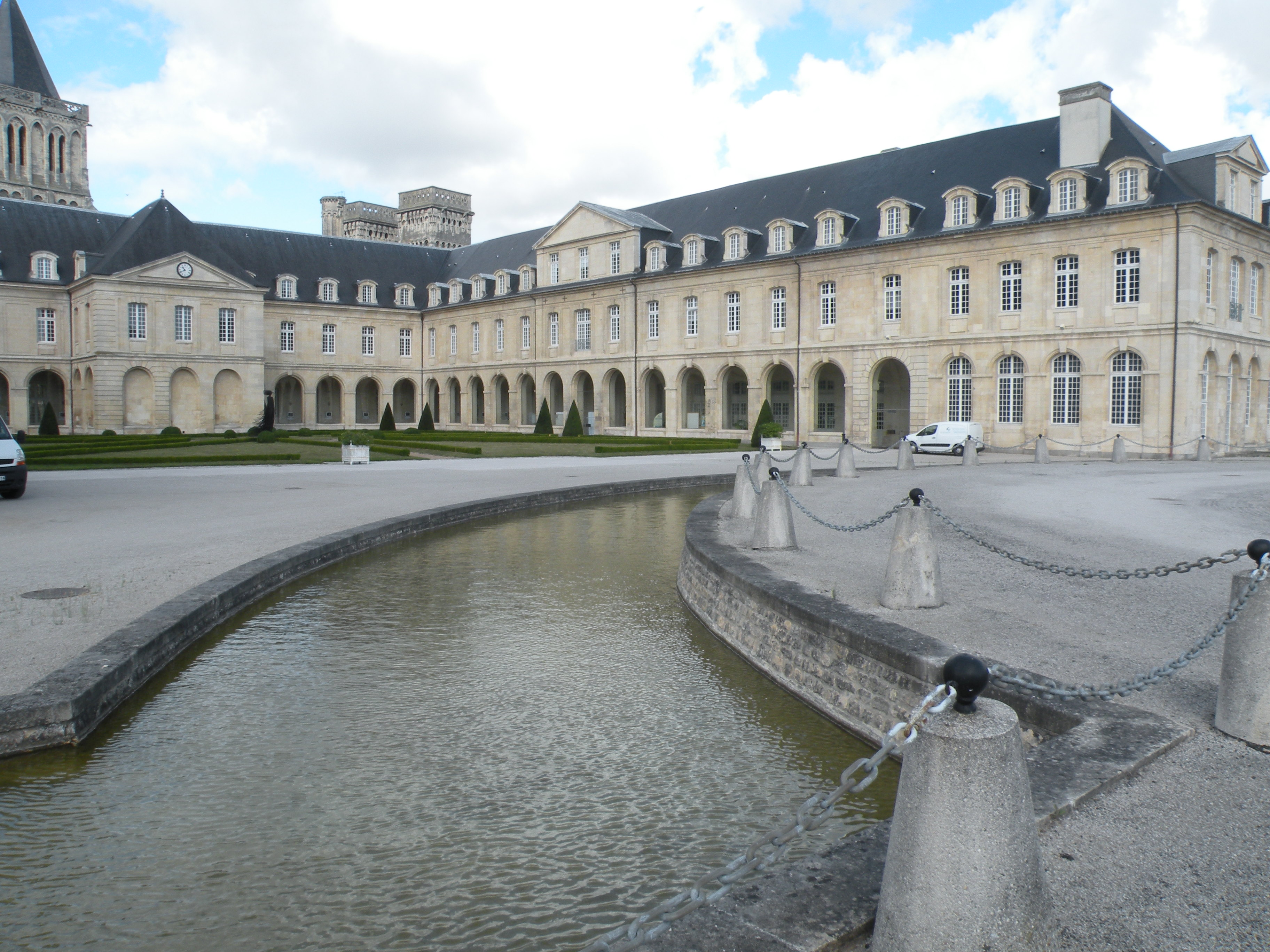
Gezicht op een van de vleugels van de Abbaye aux Dames

Abbaye aux Dames (Nederlands: Vrouwenabdij) is een van de twee abdijen in de Franse stad Caen in Normandië. Beide abdijen werden gesticht door Willem de Veroveraar en zijn vrouw Mathilde van Vlaanderen en liggen in verschillende gedeeltes van Caen. Mathilde, die in 1083 overleed, ligt in deze abdij begraven en Willem in de Abbaye aux Hommes.

## Ontstaan en bouwgeschiedenis
Werken aan de Abbaye aux Dames begonnen in 1060 of 1061 en werden in 1130 voltooid. De abdijkerk, de Heilige-Drievuldigheidskerk, maar ook de gehele abdij zijn gewijd aan de Drie-eenheid. De kerk werd ingehuldigd op 18 juni 1066 onder de eerste abdis Mathilde van Préaux. Beide benedictijnenabdijen ontstonden mogelijk als gevolg van zondebesef van Willem en Mathilde. Hun huwelijk werd aangevochten door paus Leo IX omwille van te nauwe bloedverwantschap. Ze kregen vergeving van paus Nicolaas II en stichtten beide abdijen. De abdijkerk van de Abbaye aux Hommes werd toegewijd aan Stefanus (Frans: Etienne), die van de Abbaye aux Dames aan de Drie-eenheid (Frans: Trinité). Laatstgenoemde is de oudste; de bouw hiervan startte in 1060-61, die van de mannenabdij in 1065.
De bouw kan ook ingegeven zijn door politieke motieven. Willem, die de bastaard werd genoemd, moest tijdens het eerste deel van zijn periode als heerser afrekenen met de baronnen van Normandië. Hij trachtte zijn autoriteit te vestigen in dit deel van het hertogdom waar de rebellie het sterkst was, via de bouw van kastelen waaronder het bekende kasteel van Caen, maar ook van abdijen volgens een klassiek schema vanaf de 10e eeuw. Beide abdijen hadden een groot belang voor hem. Ze waren een steunpunt tegen het oproer dat dichter bij de opstandelingen lag dan Rouen.
Als gevolg van de keuze van Mathilde en Willem om zich in Caen te laten begraven veranderden ze de stad van verzet in de tweede belangrijkste van Normandië. De zoon en opvolger van Willem, Willem II van Normandië versterkte die status nog door de regalia (kroon en scepter) van zijn ouders in de schatkamers van de abdijen te plaatsen.
De abdij onderging grondige wijziging en uitbreiding in de 17e en 18e eeuw.
Het bouwwerk werd in 1840 erkend als monument historique met bijkomende bescherming sinds 1976. De abdij was van 1986 tot 2015 de zetel van de Conseil régional de Basse-Normandie, en is sinds de fusie van de twee Normandische regio's op 1 januari 2016 de zetel van de regionale raad van de nieuwe regio Normandie.

## Afbeeldingen

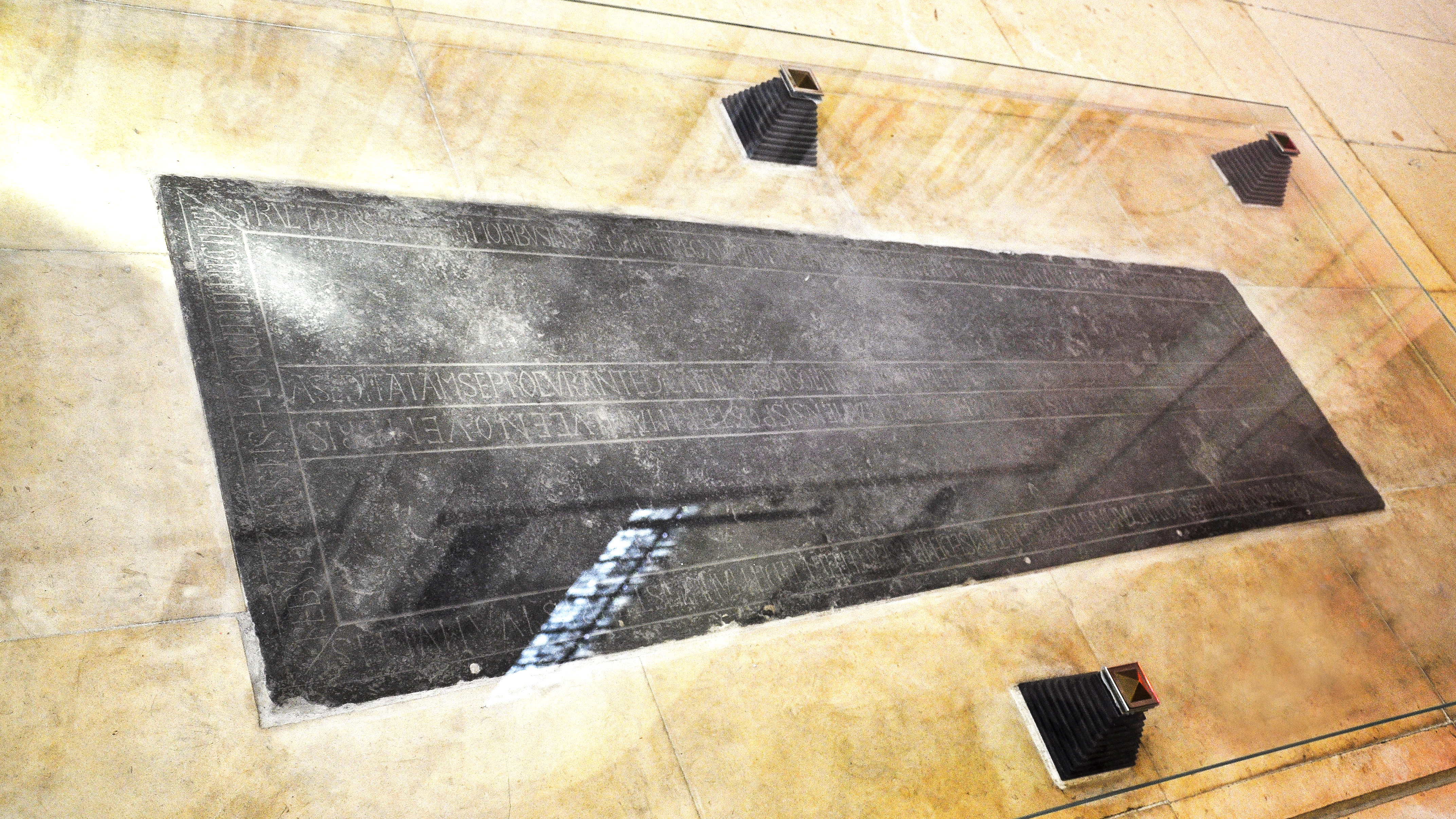
Graf van Mathilde van Vlaanderen
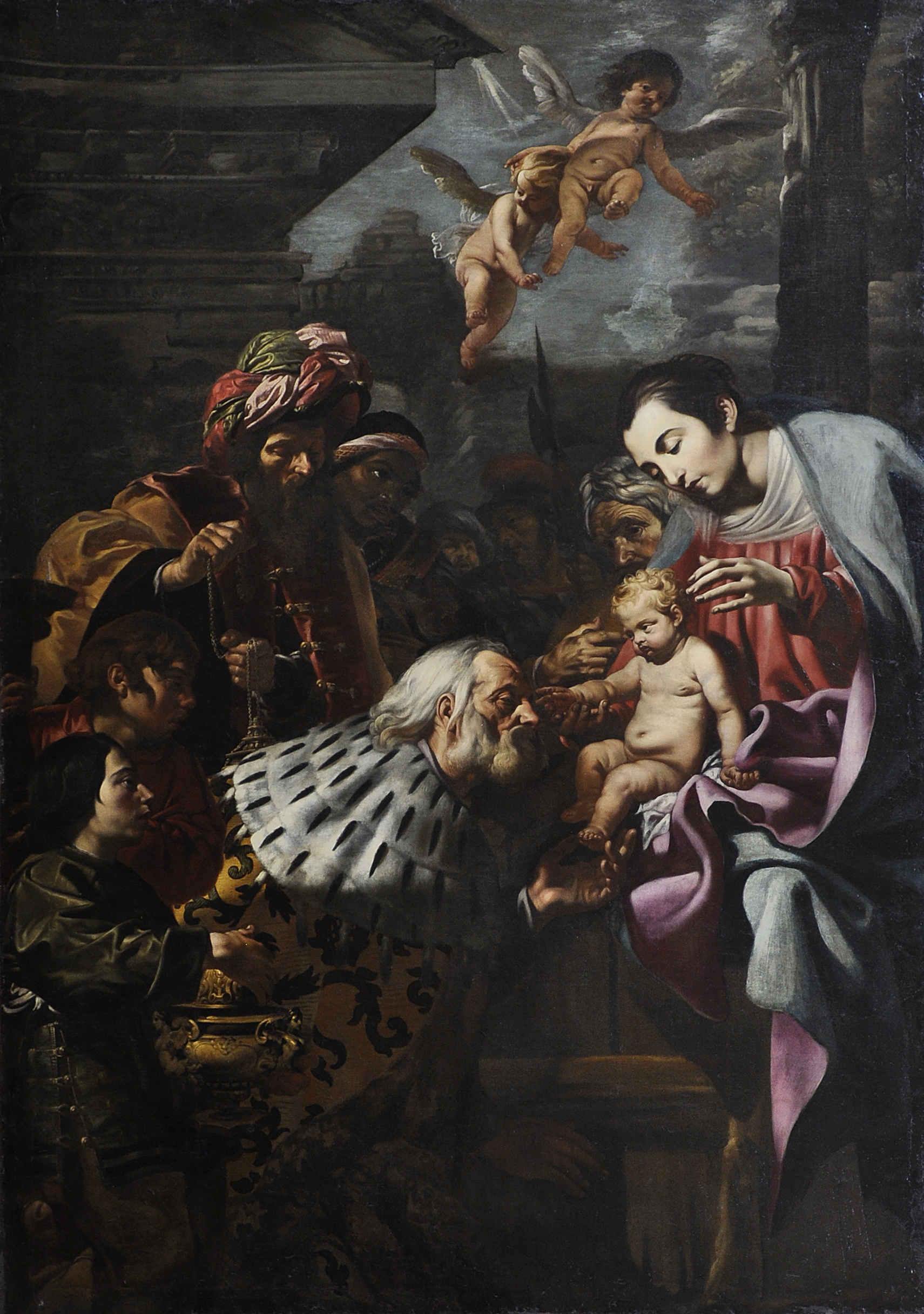
Aanbidding door de Wijzen van Cornelis Schut in de kerk